# Bernhard Zölffel
Bernhard Adolf Emil Zölffel (* 22. Januar 1853 in Berlin; † 26. Januar 1906) war ein deutscher Architekt, Regierungsbaumeister und Universitätsarchitekt in Marburg. 

## Leben
Zölffel studierte Architektur an der Technischen Hochschule in Berlin-Charlottenburg. Anschließend war er zunächst in Fulda tätig. Ab 1883 wirkte er als Kreisbauinspektor in Marburg, von 1893 bis 1895 in gleicher Funktion in Celle. 1895 kehrte er nach Marburg zurück, wo er bis zu seinem Tod als Kreisbauinspektor und zugleich als Universitätsarchitekt arbeitete.

## Wirken
Als Universitätsarchitekt der Philipps-Universität Marburg leitete Zölffel den Bau und die Erweiterung mehrerer bis heute bedeutender Hochschulgebäude. Dazu gehörten unter anderem:  
- Institutsgebäude Marbacher Weg 6
- Institutsgebäude Deutschhausstraße 1+2
- Anatomie Robert-Koch-Straße 8
- Anatomie-Zytobiologie Robert-Koch-Straße 6
- Institutsgebäude Universitätsstraße 25

Darüber hinaus war er für die Planung und Vollendung weiterer Einrichtungen verantwortlich, darunter die Augenklinik, die Chirurgie sowie die Fertigstellung des Auditoriengebäudes.

## Sonstige Werke (Auswahl)
- Marburg, Alte Universität – Gestaltungsentwurf für Wand- und Deckenmalereien, Aufrisse (1890)
- Marburg, Universitätskirche – Professoren- und Studentenbänke, Aufrisse (1901)
- Marburg, Gymnasium Philippinum – Turnhalle, Skizzen und Pläne zur geänderten Position, Grundriss und Lageplan (1901)
- Marburg, Physikalisches Institut – Bestandszeichnungen und Entwürfe zur Erweiterung, Querschnitte und Aufrisse (1903)